# Joodse gemeente (Sint-Oedenrode)
In Sint-Oedenrode heeft een Joodse gemeente met eigen synagoge bestaan.

## Geschiedenis
In 1754 werd voor het eerst gewag gemaakt van een Joods ingezetene in Sint-Oedenrode. Daarna kwamen er meer. Het waren voornamelijk kleine middenstanders (slager, stoffenhandelaar, borstelmaker, marskramer). Vanaf 1831 waren er Joodse religieuze bijeenkomsten, welke vooralsnog in een woning werden gehouden. In 1866 werd een synagoge aan de Dorpsstraat in gebruik genomen en in 1867 ook een mikwe. Een Joodse begraafplaats bestond reeds vanaf 1828 te Schijndel. De Joodse gemeente omvatte toen namelijk ook Schijndel, doch de Schijndelse gemeente splitste zich in 1876 af en werd zelfstandig.
Het aantal Joodse inwoners van Sint Oedenrode, dat in 1869 nog 67 had bedragen begon af te nemen tot 24 in 1899 en 10 in 1930. Daarna nam het aantal Joden verder af en in 1941 werd de synagoge opgeheven en verkocht, noch vóórdat de nazi's deze in beslag konden nemen. De Joodse gemeente werd bij die van Oss gevoegd. De nazi-bezetting van 1940-1944 leidde ertoe dat van de weinige Joden die er nog waren, een aantal werden weggevoerd en vermoord. Slechts weinigen overleefden deze tijd.
De synagoge werd verbouwd tot twee winkels met woonhuis. De stichtingssteen bleef bewaard en werd later weer ingemetseld in deze panden.